# Радехівська міська територіальна громада
Радехівська міська громада — територіальна громада в Україні, в Шептицькому районі Львівської області. Адміністративний центр — місто Радехів.
Площа громади — 716,1 км², населення — 33 531 мешканців, з яких 23 781 - сільське населення, 9 750 - міське.

## Населені пункти
До складу громади входять місто Радехів та 41 село:
- Андріївка
- Бабичі
- Бишів
- Волиця
- Вузлове
- Гоголів
- Гута-Скляна
- Дмитрів
- Дубини
- Забава
- Збоївська
- Йосипівка
- Корчин
- Криве
- Кути
- Монастирок-Оглядівський
- Мукані
- Немилів
- Нестаничі
- Новий Витків
- Обортів
- Оглядів
- Опліцько
- Ордів
- Павлів
- Пиратин
- Полове
- Радванці
- Раковище
- Розжалів
- Сабанівка
- Середпільці
- Синьків
- Станин
- Стоянів
- Сушно
- Тетевчиці
- Тоболів
- Торки
- Шайноги
- Яструбичі[2]